# Bahnhof Mülheim (Ruhr)-Styrum
Der Bahnhof Mülheim (Ruhr)-Styrum ist einer von drei bestehenden Schienennahverkehrshalten in Mülheim an der Ruhr. Er befindet sich im Stadtteil Styrum an der Kreuzung Hauskampstraße Ecke Steinkampstraße. Es handelt sich um einen Trennungsbahnhof an dem sich die Bahnstrecke Oberhausen – Mülheim-Styrum in die Hauptbahn Duisburg – Essen einfädelt.

## Lage und Aufbau

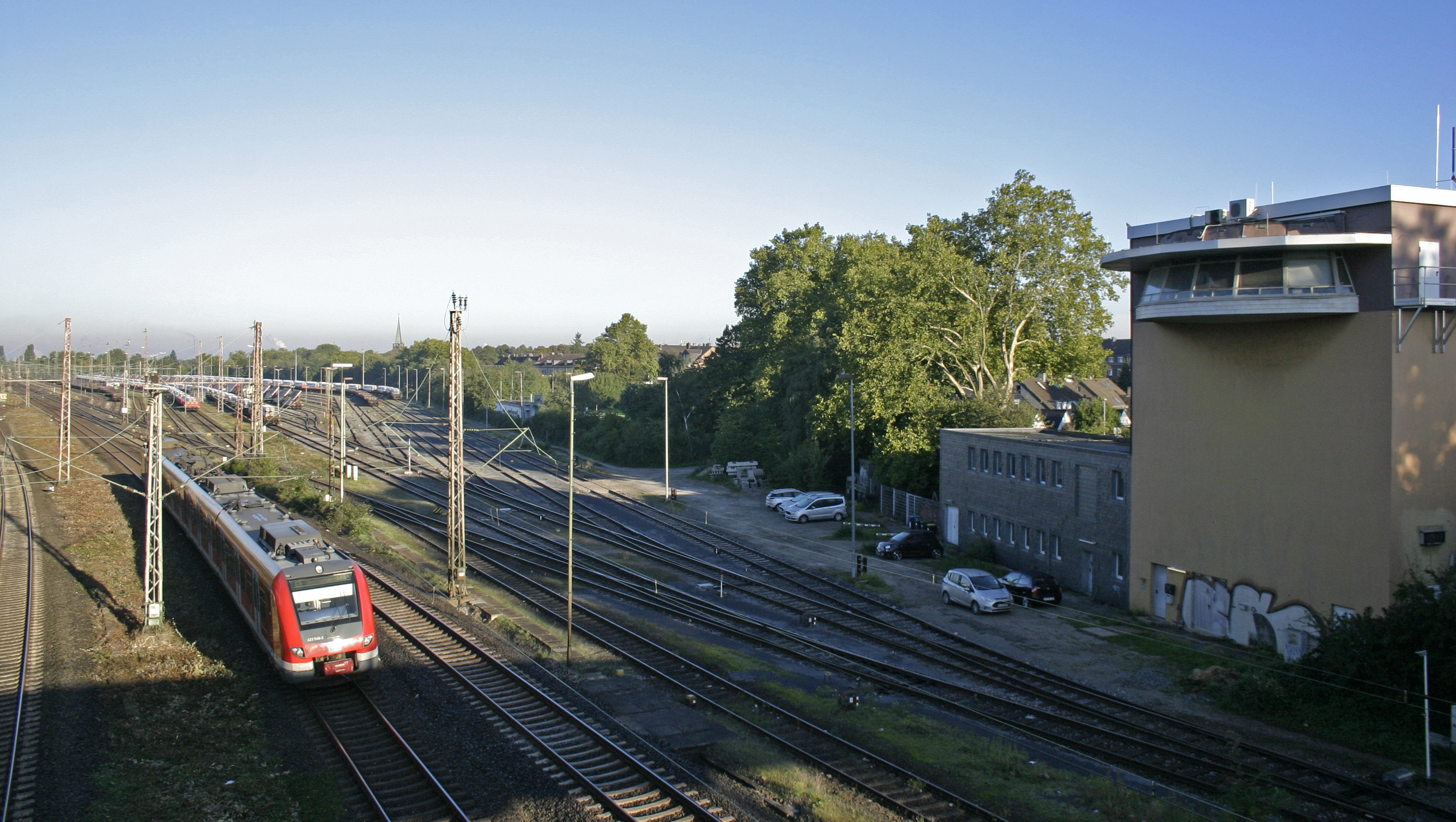
Überblick über die Gleisanlage des Bf Mülheim (Ruhr)-Styrum. Links die Personen-, rechts die Gütergleise sowie die Gleise des Anschlusses Mannesmann. Rechts am Bildrand das Stellwerk Mf, 2015

Der Bahnhof wird im Personen- sowie im Güterverkehr bedient. Die Gleisanlage umfasst insgesamt fünf Bahnsteiggleise. Die S-Bahn-Züge und Regionalbahnen von und nach Duisburg nutzen die Gleise 2 und 5, die Züge von und nach Oberhausen die Gleise 3 und 4 an den beiden Mittelbahnsteigen. Der Hausbahnsteig mit Gleis 1 sowie Gleis 6 (ohne Bahnsteig) dienen der Durchfahrt der Fern- und Regionalzüge, Gleis 7 dient dem Güterverkehr als Durchfahrgleis in Richtung Oberhausen. Nördlich daran schließen sich die Aufstellgleise 8–18 (ohne Gleis 12) an.
Im Bahnhof bestehen zwei Gleisanschlüsse zu den Mannesmannröhren-Werken sowie zur Friedrich Wilhelms-Hütte.
Der Bahnhof wird seit 1967 vom Stellwerk Mülheim (Ruhr)-Styrum aus gesteuert. Der Stellbereich umfasst neben dem Bahnhof Styrum auch den Haltepunkt Mülheim (Ruhr) West sowie den Mülheimer Hauptbahnhof sowie die anschließenden Abschnitte der freien Strecke. Das Stellwerk ist ein Relaisstellwerk der Bauart SpDrS59, der Fernstellbereich Mülheim (Ruhr) Hbf ist Bauart SpDrS60. Die freie Strecke nach Essen ist mit Selbstblocksignalen vom Typ Sbk60 ausgerüstet. Am frühen Morgen des 4. Oktober 2015 wurde das Stellwerk durch ein Feuer im Bedienraum bis zum 21. März 2016 unbedienbar.

## Geschichte
Der Bahnhof Styrum entstand an der seit 1862 bestehenden Eisenbahnverbindung der Bergisch-Märkischen Eisenbahn-Gesellschaft (BME) von Duisburg-Ruhrort nach Essen. Neben dieser mündeten im Bereich Styrum die Verbindungskurven von Oberhausen und Duisburg aus in die Strecke ein. Mit der 1876 eröffneten Verbindung von Kettwig bestand eine weitere Bahnverbindung der BME nach Süden. Letztere wurde von Styrum aus zunächst nur im Güterverkehr bedient, Personenzüge fuhren hingegen über eine Verbindungskurve direkt zum Bahnhof Mülheim (heute Mülheim (Ruhr) West).
Mit der Eingemeindung Styrums nach Mülheim an der Ruhr kam es 1904 zur Umbenennung des Bahnhofs in Mülheim (Ruhr)-Styrum. 1910 ging ein neues Empfangsgebäude in Betrieb, seit dem gleichen Jahr wurden die Personenzüge aus Kettwig nach Styrum geleitet. In 1938 plante man die Ruhrtalbahn von Broich nach Eppinghofen zu verlegen und die Güterabfertigung an den Bahnhof Styrum zu verlegen; diese Pläne wurden jedoch nie realisiert. Zwischen 1945 und 1954 wurde der Bahnhof nicht betrieben, da die Strecke während des Zweiten Weltkriegs erheblich beschädigt wurde.
Im Mai 2021 wurde im Rahmen der Inbetriebnahme der zweiten Baustufe vom ESTW Duisburg das Stellwerk Mülheim-Styrum Mf außer Betrieb genommen. Das neue Gebäude mit der Stellwerkstechnik wurde an der ehemaligen Ladestraße an der Sandstraße errichtet.

## Verkehr

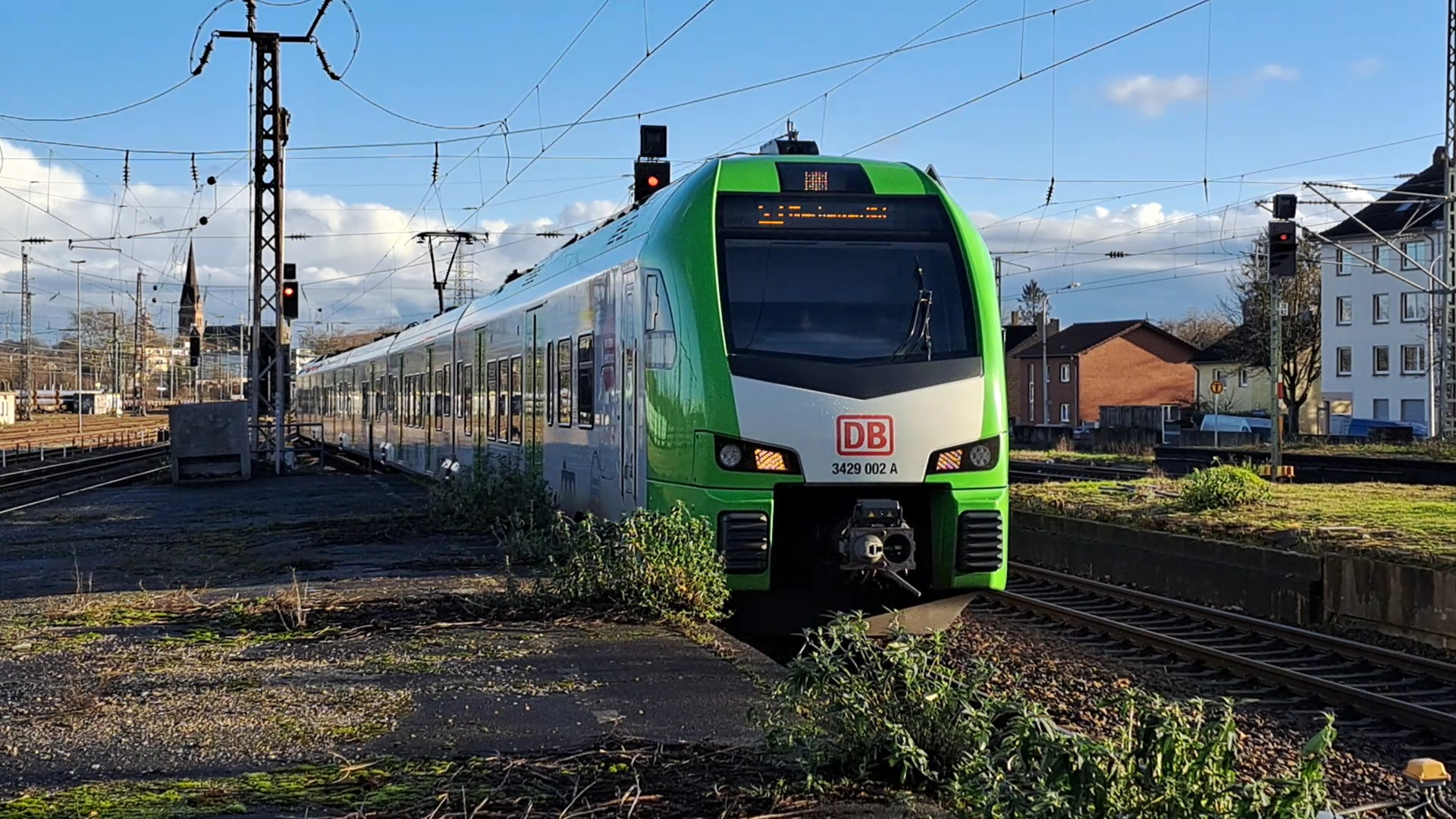
3429 002 als S3 nach Oberhausen Hbf in Mülheim (Ruhr)-Styrum, 2023

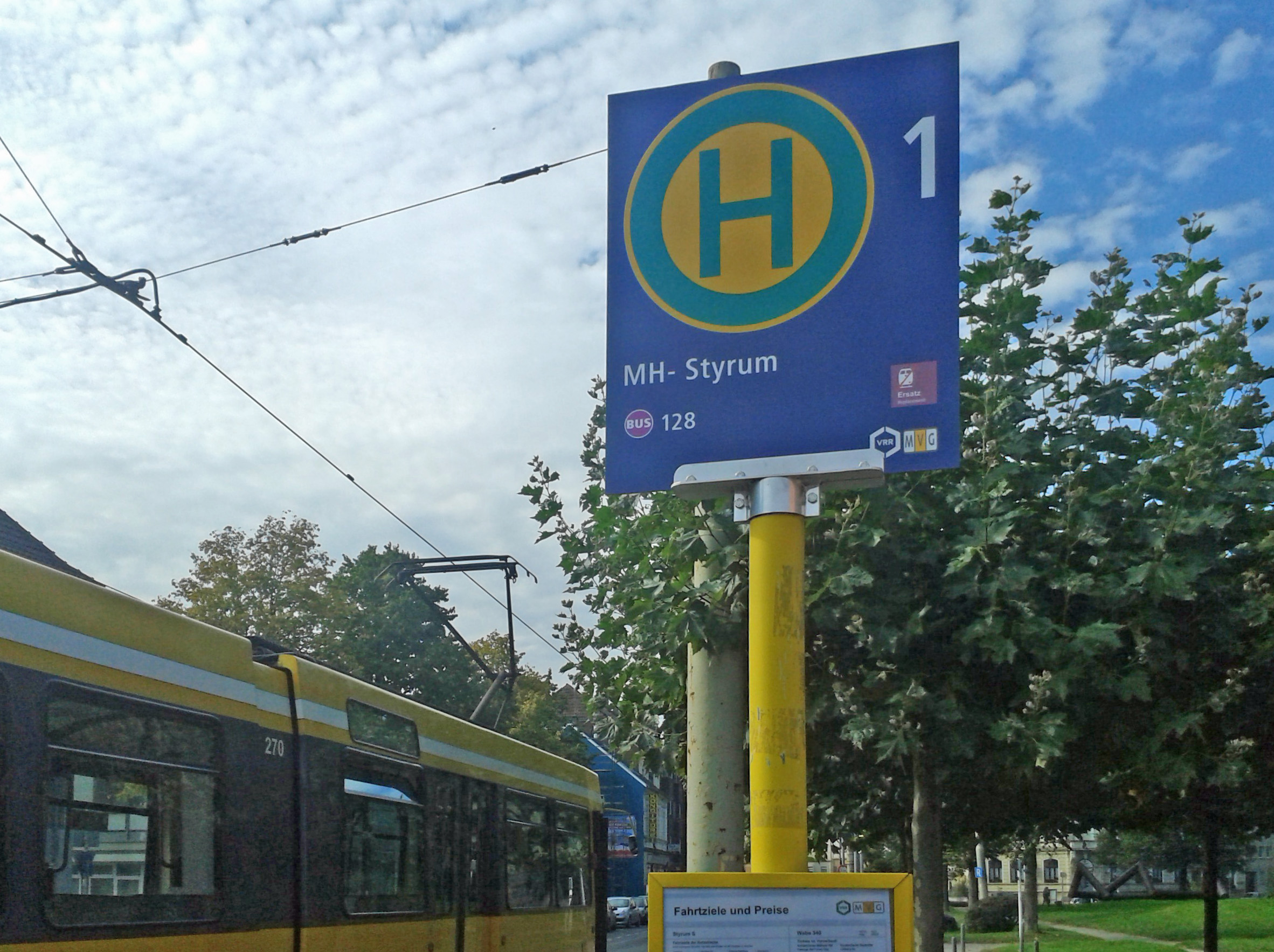
Eine Straßenbahn hält am Tag der Einstellung an der bereits als Bushaltestelle ausgewiesenen Station

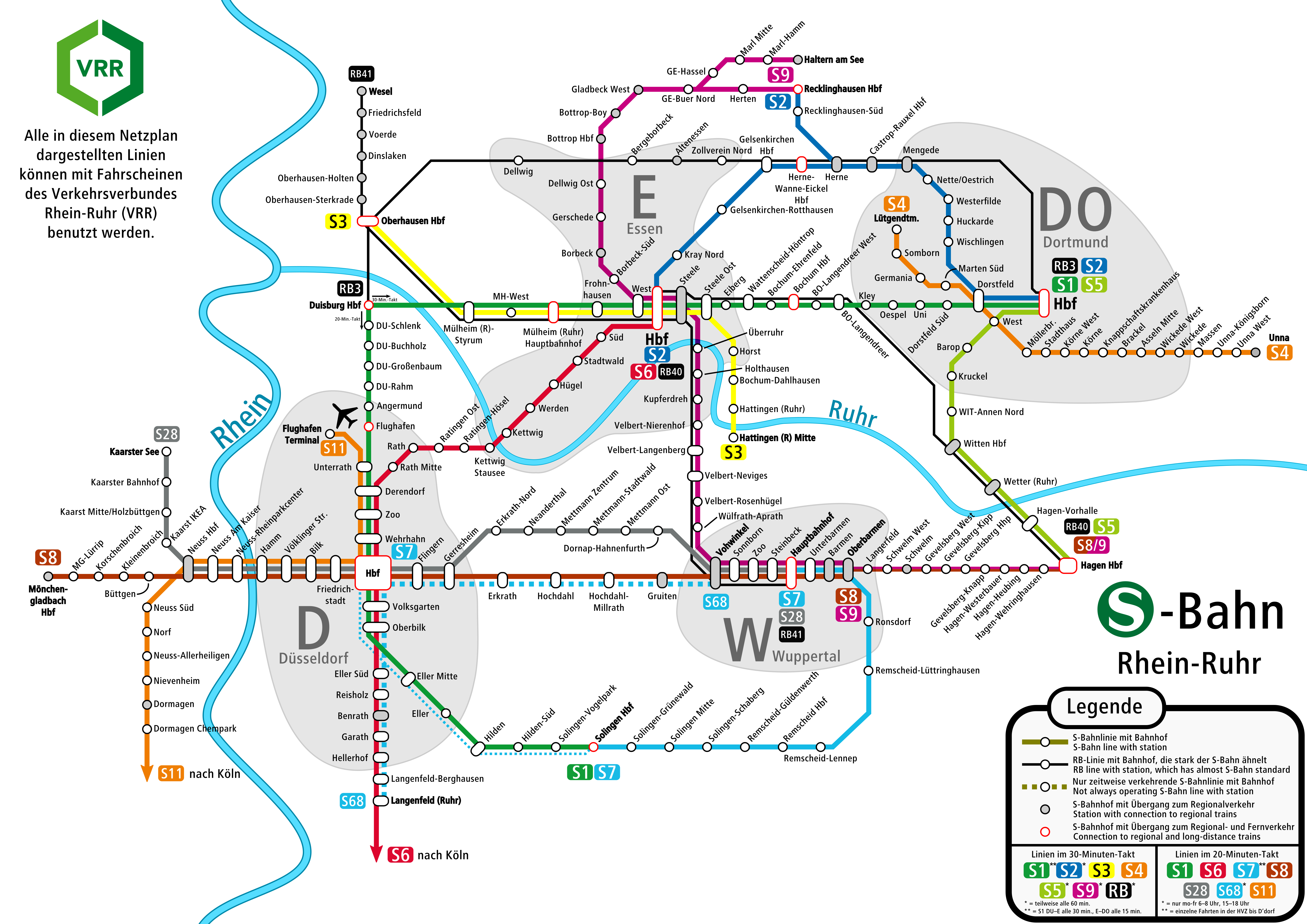
Netzplan ab 2019

Der Bahnhof Mülheim (Ruhr)-Styrum wird im Personenverkehr nur von Regionalzügen und S-Bahnen bedient. Mit den S-Bahn-Linien S1 und S3 bestehen direkte Verbindungen unter anderem nach Düsseldorf, Duisburg, Oberhausen, Essen, Bochum und Dortmund; mit den Linien RB 33 und RE 49 kann zusätzlich Aachen, Krefeld, Mönchengladbach, Wesel und Wuppertal erreicht werden.
| Linie | Verlauf | Takt                |
| ----- | --- | ------------------- |
| RE 49 | Wupper-Lippe-Express: Wesel – Friedrichsfeld (Niederrhein) – Voerde (Niederrhein) – Dinslaken – Oberhausen-Holten – Oberhausen-Sterkrade – Oberhausen Hbf – Mülheim (Ruhr)-Styrum – Mülheim (Ruhr) Hbf – Essen West – Essen Hbf – Essen-Steele – Essen-Kupferdreh – Velbert-Langenberg – Velbert-Neviges – Wuppertal-Vohwinkel – Wuppertal Hbf Stand: Fahrplanwechsel Dezember 2021 | 60 min (wochentags) |
| RB 33 | Rhein-Niers-Bahn: Essen-Steele – Essen Hbf – Essen West – Mülheim (Ruhr) Hbf – Mülheim (Ruhr)-Styrum – Duisburg Hbf – Duisburg-Hochfeld Süd – Rheinhausen Ost – Rheinhausen – Krefeld-Hohenbudberg Chempark – Krefeld-Uerdingen – Krefeld-Linn – Krefeld-Oppum – Krefeld Hbf – Forsthaus – Anrath – Viersen – Mönchengladbach Hbf – Rheydt Hbf – Wickrath – Herrath – Erkelenz – Hückelhoven-Baal – Brachelen – Lindern – Geilenkirchen – Übach-Palenberg – Herzogenrath – Kohlscheid – Aachen West – Aachen Schanz – Aachen Hbf Stand: Fahrplanwechsel Juni 2022                                              | 60 min              |
| S 1   | Solingen Hbf – SG-Vogelpark – Hilden Süd – Hilden – D-Eller – D-Eller Mitte – D-Oberbilk – D-Volksgarten – Düsseldorf Hbf – D-Wehrhahn – D-Zoo – D-Derendorf – D-Unterrath – D-Flughafen – Angermund – DU-Rahm – DU-Großenbaum – DU-Buchholz – DU-Schlenk – Duisburg Hbf – MH-Styrum – Mülheim (Ruhr) Hbf – E-Frohnhausen – Essen West – Essen Hbf – E-Steele – E-Steele Ost – E-Eiberg – Wattenscheid-Höntrop – BO-Ehrenfeld – Bochum Hbf – BO-Langendreer West – BO-Langendreer – DO-Kley – DO-Oespel – DO-Universität – DO-Dorstfeld Süd – DO-Dorstfeld – Dortmund Hbf Stand: Fahrplanwechsel Dezember 2023 | 30 min              |
| S 3   | Oberhausen Hbf – MH-Styrum – Mülheim (Ruhr) West – Mülheim (Ruhr) Hbf – E-Frohnhausen – Essen West – Essen Hbf – E-Steele – E-Steele Ost – E-Horst – BO-Dahlhausen – Hattingen (Ruhr) – Hattingen (Ruhr) Mitte Stand: Fahrplanwechsel Dezember 2023 | 30 min              |

Bis 1995 bestand zudem ein Pendelverkehr mit Akkutriebwagen der Baureihe 515 nach Duisburg-Ruhrort. Ferner endeten bis 1968 die Züge der Unteren Ruhrtalbahn nach Kettwig in Styrum. Das Kopfgleis der Kettwiger Züge und das Wendegleis der Akkutriebwagen (zwischen Gleis 3 und 4 gelegen) existieren nach Einstellung der beiden Verbindungen nicht mehr.
Im Güterverkehr hat vor allem der Umschlag von Montanerzeugnissen, wie etwa Stahlcoils oder Stahlplatten eine große Bedeutung.
Am südlichen Ausgang des Bahnhofs bestand bis zum 3. Oktober 2015 Anschluss zur Linie 110 der Straßenbahn Mülheim/Oberhausen. Heute halten im Mülheimer Nahverkehr am Hauptausgang die Buslinien SB90 und 122, ebenso kann an der Haltestelle Hauskampstraße/Bf Styrum in die Buslinie 129 umgestiegen werden. Im Nachtverkehr hält hier der Taxibus der Linie T9.
| Linie | Verlauf | Takt (Mo–Fr)             |
| ----- | --- | ------------------------ |
| SB90  | Holten Markt – OB-Holten Bf – Schmachtendorf Heinrich-Böll-Gesamtschule – Alsfeld Jägerstr. – Ludwigshütte – OB-Sterkrade Bf – OLGA-Park – Neue Mitte Oberhausen – Oberhausen Hbf – Alstaden – Ruhrpark – Mülheim-Styrum Linie verkehrt zwischen Sterkrade Bf und Oberhausen Hbf über die ÖPNV-Trasse Oberhausen    | 20 min                   |
| 129   | Broich Friedhof – Speldorf – Raffelberg – Schleuse Raffelberg – Styrum Friesenstraße – Hauskampstraße/Bf Styrum – Styrum Sültenfuß – Dümpten – Winkhausen – Heißen Kirche – Eichbaum – Mülheim-Heimaterde – Essen-Haarzopf Erbach                                                                                   | 30 min                   |
| 130   | Oberhausen, City Forum – Oberhausen Hbf – Oberhausen-Styrum – Mülheim-Styrum – Schloss Styrum – Mülheim Hbf – Mülheim Stadtmitte – Wasserstraße – Max-Planck-Institute – Oppspring – Mülheim Hauptfriedhof – Raadt – Flughafen Essen/Mülheim – Essen-Haarzopf Erbach – Fulerum Gemeindezentrum – Rhein-Ruhr-Zentrum | 20 min                   |
| T9    | TaxiBus: Mülheim Schützenstr. – Mülheim-Sültenfuß (NE) – Mülheim Steinmetzstr. – Mülheim-Styrum – Schloss Styrum – medl | 27/33 min (Nachtverkehr) |